# Гренадёр (аниме)
Гренадёр (яп. グレネーダー　～ほほえみの閃士～ гурэнэ:да: ~хохоэми но сэнси~) — манга авторства Сосукэ Кайсэ и её 12-серийная аниме-адаптация, выпущенная в 2004—2005 годах студией Live. В России сериал лицензирован компанией MC Entertainment.
Позже добавили на стриминг Tubi.

## Сюжет
Сериал посвящён приключениям Русюны Тендо, сэнси высочайшего класса, и её спутников — мечника-наёмника Ядзиро Кодзимы и, позднее, изобретательницы Микан Курэнай. Русюна обучалась владению огнестрельным оружием (револьверами) под патронажем самой Императрицы (верховной правительницы всех известных земель) и заодно переняла главное её убеждение — что любого врага можно победить без насилия, просто лишив его желания сражаться. Дабы закрепить это знание, Императрица отправила Русюну в длительное путешествие по отдалённым провинциям страны.
Однако закрепление усвоенного у Русюны протекает отнюдь не гладко, ибо благодаря пацифистским убеждениям верховной правительницы власть в отдельных провинциях захватили сильные и хорошо вооружённые деспоты, тиранизирующие местное население непомерными налогами и жестокими расправами над недовольными. Поневоле Русюне то и дело приходится заступаться за слабых, ибо она чувствует себя ответственной за прегрешения остальных владеющих огнестрельным оружием и, в особенности, других сэнси. С Ядзиро она знакомится, когда помогает дружине небольшого окраинного княжества свергнуть узурпатора, захватившего власть и взявшего в заложники истинного князя. После этой встречи Ядзиро решает путешествовать вместе с ней.
Вскоре, однако, выходит императорский указ, без каких-либо оснований объявляющий Русюну опасной преступницей, поэтому она решает отправиться в столицу и лично выяснить, чем она провинилась. На пути её и Ядзиро подстерегают не только толпы охотников за головами и Десять Просветлённых, личная гвардия Императрицы, но и загадочный Шут, без устали возводящий всё новые и новые препятствия на их пути…

## Мир произведения
Всевозможное огнестрельное оружие в сериале является единственным элементом, позволяющим причислить его к жанру паропанк: никаких иных намёков на раннеиндустриальную ступень развития науки (например, паровозов, конвейерных фабрик и т. д.) в нём нет. Оружие же представлено во множестве форм и модификаций, от револьверов и дробовиков до автоматических винтовок и многоствольных пулемётов. С другой стороны, большинство персонажей предпочитает холодное или магическое оружие, имеются также примеры достижений в прикладной алхимии и использования древних магических артефактов.

## Персонажи
Русюна Тэндо (яп. 天道琉朱菜) — шестнадцатилетняя героиня сериала, по сути наивная, но умная девушка, отправленная Императрицей в путешествие, дабы претворять в жизнь её идеалы. В детстве Русюна училась в тайной академии потенциальных Просветлённых вместе с Тэппой Айдзеном, а позднее они с Сэцуной Омидо стали двойниками Императрицы. Её умения в обращении с огнестрельным оружием феноменальны, однако, верная своим принципам, она всегда старается обойтись без него. Русюна убеждена, что любого противника можно одолеть, отняв у него желание сражаться, и первым шагом к такой победе является искренняя улыбка.
Сэйю: Микако Такахаси
Ядзиро Кодзима (яп. 虎島弥次郎, по прозвищу Тигр Арьергарда (яп. 殿の虎 сингари но тора)) — бывший повстанец, а ныне вольный наёмник. Прозвище своё он заработал во время прорыва к столице (яп. 天都 тэнто) полтора года назад под командованием Доси Кайдзана: тогда Кодзима в одиночку прикрывал отход тех немногих, кто вырвался из города живым после разгрома их отрядов Просветлёнными, и с тех пор он путешествует по окраинным провинциям. Ядзиро учился у Кайдзана владению мечом и достиг в этом поистине небывалых успехов, так что, например, может отбивать клинком летящие в него пули. Огнестрельное оружие и им владеющих он презирает, потому что убивающий им физически не чувствует сопротивления плоти врага, а значит, не воспринимает его смерть всерьёз, хотя знакомство с Русюной заставляет его пересмотреть свои убеждения. В манге стал сильнейшим мечником мира и женился на Русюне.
Сэйю: Кадзуя Накаи
Микан Курэнай (яп. 紅みかん) — дочь продавца воздушных шариков, убитого бандой Гандзо Тэммы за невыплату податей. После смерти отца Микан была удочерена Токой Курэнай и помогала ей по хозяйству в её публичном доме, тайно разрабатывая планы обороны своего нового дома на случай нападения (в первую очередь, со стороны всё того же Гандзо). После того, как Русюна в одиночку наголову разбила банду Гандзо и убедила Микан в неправильности мести, девочка решила путешествовать вместе с ней.
Сэйю: Юки Мацуока
Императрица (яп. 天子 тэнси) — молодая верховная правительница всех известных земель, унаследовавшая трон от отца за три года до начала повествования сериала. Несмотря на молодость, она уже тогда имела достаточно чёткие представления о своих целях, чтобы отклонить предложение Шута (Доси Кайдзана) поставить во главе провинций воинов, доказавших своё право силой, чтобы они предотвратили дальнейшую смуту. Взамен она выразила убеждение, что истинная победа над врагом может быть достигнута лишь его добровольным отказом от насилия. Учение Императрицы нашло немного последователей (среди которых были Тока Курэнай и Русюна Тэндо), большинство же видели в её пацифизме политическую слабость, чем и воспользовались Шут и Сэцуна Омидо, захватив власть и заточив Императрицу в подземелье. Императрица воочию встречается только в аниме, но не в манге.
Сэйю: Тиэко Хонда
Тэппа Айдзэн (яп. 藍前鉄破) — Просветлённый Боевых Одеяний, десятый наследник рода Айдзэн, более трёхсот лет совершенствовавшего магическое искусство превращения любой одежды в оружие и разработавшего идеальную для этих целей ткань. За свои заслуги наследники рода Айдзен испокон веков служили в Десятке Просветлённых. Тэппа был побеждён в схватке Русюной, но избежал смерти от рук Шута и позднее всячески помогал ей в столице. В личной жизни Тэппа весьма удачлив с девушками, несмотря на несколько извращённые привычки и, порой, явный недостаток манер. В детстве он учился вместе с Русюной в тайной академии потенциальных Просветлённых.
Сэйю: Нобуюки Хияма
Тока Курэнай (яп. 紅桃華) — отставная Просветлённая, владеющая боевым посохом-копьём (яп. 拳槍閃 кэнсосэн). По официальной версии, полтора года назад именно она не дала остаткам повстанцев (в том числе и Ядзиро) прорваться во дворец Императрицы по тайному ходу, однако вскоре ушла со службы из-за хронической болезни. В отставке она открыла публичный дом «Токаро», принимая на работу девушек из разрушенных деревень и используя его как средство психологического влияния на окрестных правителей. Таким образом она претворяет в жизнь «высшую стратегию боя» Императрицы, в которую верит также как и Русюна, которой позднее приходит на помощь в столице. Тока удочерила Микан, когда её родителей убила банда Гандзо Тэммы.
Сэйю: Мами Косугэ
Сэцуна Омидо (яп. 大御堂刹那) — двойник Императрицы, как и Русюна, и столь же искусная сэнси. Под влиянием Доси Кайдзана (который, судя по некоторым намёкам, был её любовником) она утратила веру в идеалы повелительницы и сама узурпировала власть над государством и, конкретно, Десятью Просветлёнными. Ей удавалось достаточно долго выдавать себя за Императрицу, однако после того как Русюна её сначала раскрыла, а затем отказалась сотрудничать, ей пришлось сбросить эту маску. Когда Русюна наглядно продемонстрировала ей силу идеалов Императрицы, Сэцуна добровольно удалилась в изгнание.
Сэйю: Дороти Элиас-Фан
Доси Кайдзан (яп. 開山道士, [он же Шут или Клоун (яп. 道化師 докэси)]) — главный идейный противник Императрицы, считающий её методы установления мира и стабильности слишком медленными для реального исполнения. Его теория государства, основанная на откровенном дарвинизме, подразумевает выявление наиболее сильных воинов и героев среди сэнси и назначения их правителями отдельных провинций. Все его действия поэтому направлены на подстрекание конфликтов среди потенциальных регентов (в частности, Просветлённых и наиболее умелых сэнси, например, Русюны) и безжалостному добиванию проигравших. Восстание против Императрицы полтора года назад было заранее спланировано им и имело целью выявить самых сильных воинов среди недовольных.
Сэйю: Казухиро Наката
Фука Сирато (яп. 白土風花) — Просветлённая Розы Ветров, одна из товарищей Ядзиро по восстанию, к которой он, возможно, питал романтические чувства. Полтора года назад она не дошла до столицы, сорвавшись в пропасть во время затяжного броска через горы, однако была спасена Шутом и выжила только благодаря Проклятью Просвещённых (см. термины), не давшему умереть её телу. Ядзиро, считавший её с тех пор мёртвой, поражён её переходом на сторону Просветлённых и Императрицы, но в итоге убеждает её не нападать на них с Русюной. В результате нападения вездесущего Шута Фука снова падает в пропасть и на этот раз разбивается насмерть.
Сэйю: Наоко Судзуки
Касуми (яп. 霞) — участница восстания, поднятого Доси Кайдзаном полтора года назад. В отличие от Ядзиро Кодзимы и Фуки Сирато, она с самого начала знала о подставной натуре Кайдзана и потому осталась в столице двойным агентом после разгрома восстания. Примечательна также тем, что владеет редким видом оружия - дробовиком.
Сэйю: Куми Сакума

## Термины
- Сэнси (яп. 閃士, досл. «Просвещённые») — термин, изначально обозначавший в мире произведения всех пользовавшихся огнестрельным оружием, которое воспринималось как символ просвещения и будущего. Ко времени, описываемому в сериале, однако, это слово стало титулом, достающимся только самым умелым стрелкам, а иногда и просто воинам, пользующимся магическим оружием.
- Десять Просветлённых (яп. 十天閃 дзютэнсэн) — телохранители и одновременно личная гвардия Императрицы, традиционно назначающаяся из числа самых умелых и опытных воинов государства. Каждый Просветлённый владеет уникальным, зачастую магическим оружием, которое остается при нём, даже если он уходит в отставку (например, по состоянию здоровья). Из Десяти, только четверо действительных и одна отставная встречаются в сериале.
- Проклятье Просвещённых (яп. 魔の閃 ма но хирамэки) — оружие-артефакт, имеющее форму пистолета. Основная его функция — стрельба сверхбыстрыми потоками воздуха, которые способны резать любые материалы, однако при необходимости оно способно просто временно обездвиживать врага. Действует Проклятье симбиотически, то есть, за счёт энергии тел пользующихся им (хотя в некоторых случаях оно способно и само поддерживать в них жизнь), причём избавится от него довольно сложно. В сериале им пользуются три человека: Доси Кайдзан, Фука Сирато и король Фурон, хотя в каждом случае оно изначально принадлежало Шуту.

## Музыка
- Opening theme: Shimokawa Mikuni - Kohaku
- Closing theme: Shimokawa Mikuni - Kanashimi ni Makenaide

## Издания
В Японии сериал транслировался с 14 октября 2004 по 13 января 2005 на канале WOWOW.
В России аниме было переведено и издано компанией MC Entertainment под названием «Гренадёр».